# تدافع (طيران)

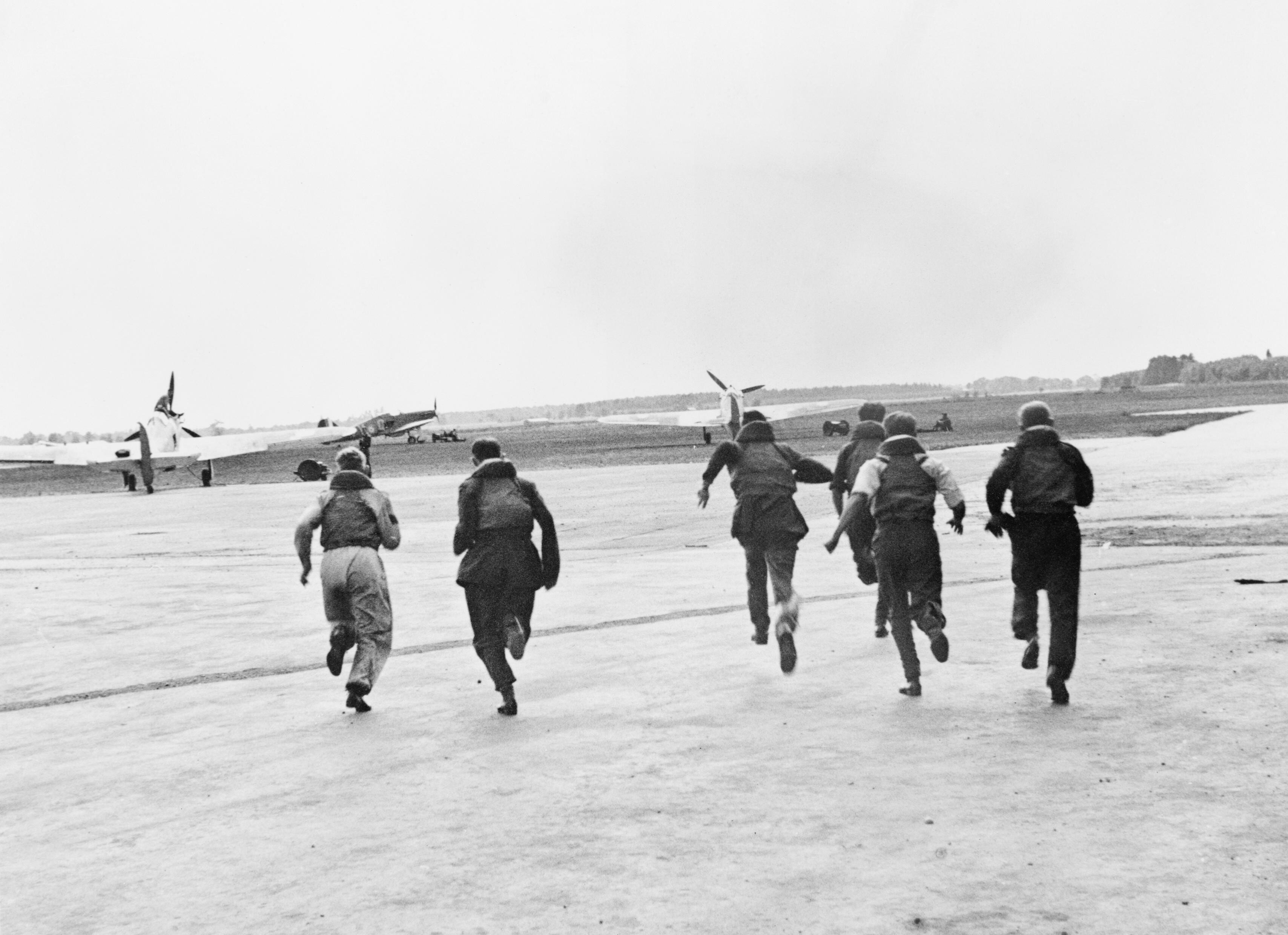
طيارون يركضون إلى طائراتهم من طراز هوكر هوريكان أثناء معركة بريطانيا

في الطيران العسكري، التدافع هو عملية تعبئة الطائرات العسكرية بسرعة. يمكن أن يكون التدافع رد فعل على تهديد مباشر، عادة لاعتراض الطائرات المعادية.

## معركة بريطانيا
استخدم هذا المصطلح خلال معركة بريطانيا، عندما كان طيارو سلاح الجو الملكي ومقاتلاتهم جاهزين ومتاحين للطيران. إن اكتشاف طائرات العدو ومراقبتها، على سبيل المثال من خلال محطات الرادار السلسلة الرئيسية، من شأنه أن يغذي نظام داودينج التابع لقيادة مقاتلات سلاح الجو الملكي البريطاني للتحكم في الدفاعات وإدارتها. بمجرد اتخاذ قرار باعتراض تشكيل العدو، يتم إجراء مكالمة هاتفية إلى مطار سرب المقاتلات المختار، ويتم إرسال الأطقم الجوية المتاحة. يتم إرسال أمر التدافع لتنبيه الطيارين المنتظرين بطائراتهم من خلال رنين الجرس بصوت عالٍ.  كل دقيقة تضيع قبل الإقلاع ستكون مفيدة للعدو، لأنها قد تسمح للطيار بالحصول على ارتفاع إضافي فوق تشكيلات الطائرة المتقدمة. 
تمرر معلومات الموقع والارتفاع إلى المقاتلات المتدافعة المسماة "ملائكة" مع رقم لوصف ارتفاع الطائرة، مثل "ملائكة واحد خمسة" للطائرات التي تقترب من 15,000 قدم (4,600 م)، وتقدير تقريبي للأرقام. عُرفت الطائرات المجهولة باسم الشبح، وكانت طائرات العدو المعروفة تسمى قطاع الطرق.

## الحرب الباردة
أثناء الحرب الباردة، كان لدى العديد من القوات الجوية لحلف شمال الأطلسي أطقم متمركزة في أوروبا في حالة تأهب وكانت تنطلق كلما تم اختراق مجالها الجوي. استبدل اتصالات رنين الجرس البدائية في النهاية بطرق الاتصال اللاسلكي الإلكترونية. ومع ذلك، فإن العديد من أسراب الطائرات المقاتلة في العصر الحالي تحتفظ بالجرس في أسرابها إرثًا لجذور معركة بريطانيا.
تم الاحتفاظ بكل من الطائرات الاعتراضية وقوات القاذفات النووية في حالة " تأهب الرد السريع " (QRA). مع بقاء الطاقم بالقرب من أو في طائراتهم المتمركزة على منصات الاستعداد التشغيلي (ORP) على المدرج، والتي كان من المتوقع أن تكون قادرة على الإقلاع خلال فترة قصيرة، مثل 15 دقيقة، في مواقف أقل من المعتاد.  يمكن أن يستغرق الأمر دقيقتين فقط في أوقات التوتر المتزايد بين القوى المتعارضة.

## روابط خارجية
- وزارة الطيران "التدافع" الجرس
- طائرة F-4E فانتوم للدفاع الجوي